# Alegeri în Belgia
Alegerile în Belgia oferă informații despre alegeri și rezultatele alegerilor în Belgia.
Belgia își alege legislatura federală bicamerală, Parlamentul Federal. Camera Deputaților are 150 membri, fiecare ales pentru un termen de 4 ani prin reprezentare proporțională. Senatul are 71 membri, dintre care 40 sunt direct aleși pentru un termen de 4 ani prin reprezentare proporțională, 21 sunt numiți de Parlamentele comunităților, iar 10 sunt cooptați (numiți de ceilalți senatori). În plus, copiii regelui sunt senatori de drept.
Belgia are un sistem pluripartid cu numeroase partide în care nici un partid adesea nu are șansa să câștige singur puterea și partidele trebuie să colaboreze pentru a forma coaliții guvernamentale.
Cu mai multe luni înainte de alegeri fiecare partid formează o listă de candidați pentru fiecare district. Partidelor le este permis să plaseze atâția candidați pe “biletul” lor câte locuri sunt valabile. Formarea listelor este un process intern care variază la fiecare partid. Locul de pe listă influențează alegerea candidatului, dar influența sa s-a diminuat de la ultima reformă electorală.
Campaniile electorale în Belgia sunt relativ scurte, durând doar circa o lună și sunt restricții la utilizarea panourilor. Pentru toate activitățile lor, inclusiv campaniile, partidele politice trebuie să se bazeze pe subvențiile guvernamentale și cotizațiile plătite de membrii lor. O lege privind cheltuielile electorale restricționează cheltuielile partidelor politice în timpul unei campanii electorale. Din cauza uriașei birocrații publice, masivei politizări a nominalizărilor și practica –larg acceptată că nominalizații politic petrec multe luni de muncă plătite de contribuabili pentru campania electorală, acest aranjament favorizează foarte mult partidele politice de la conducere.
De vreme ce nici un partid nu deține singur majoritatea absolută, după alegeri cel mai puternic partid sau grupare va crea de obicei o coaliție cu alte partide pentru a forma guvernul.
Votul este obligatoriu în Belgia; mai mult de 90% din populație participă. Votanților belgieni li se dau 5 opțiuni cand votează. Ei pot-
- să voteze pentru o listă ca întreg, arătându-și astfel aprobarea față de ordinea stabilită de partidul pentru care au votat
- să voteze pentru unul sau mai mulți candidați individuali aparținând unui partid,indiferent de locul lui sau ei de pe listă. Acesta este un “vot preferențial”
- să voteze pentru unul sau mai mulți substituenți
- să voteze pentru unul sau mai mulți candidați și unul sau mai mulți substituenți, toți de la același partid
- să voteze invalid sau în alb ca nimeni să nu primească votul.

Alegerile pentru Parlamentul Federal se țin de obicei la fiecare patru ani, deși alegeri anticipate sunt posibile. Parlamentele regionale sunt alese pentru termene fixe de 5 ani și alegerea lor coincide cu cea a Parlamentului European. Alegerile pentru membrii consiliilor municipale și provinciale ale Belgiei se țin la fiecare 6 ani, tot pentru termene fixe.
Votarea în Belgia se face aproape în întregime prin vot electronic pe computer. Cu câteva săptămâni înainte de alegerea propriu-zisă, fiecare belgian peste 18 ani primește o cartelă de vot cu detalii despre locul votării. Secțiile de votare sunt de regulă în școli. În ziua punerii în comun, un voluntar de la secția de votare verifică votantul. După ce ia cartea electronică de identitate și cartela de vot a votantului, voluntarul emite o cartelă magnetică pentru operarea la mașina de vot. După ce votantul a terminat, voluntarul verifică dacă a fost folosită cartela magnetică pentru un vot valid , apoi îi returnează votantului cartea de identitate și cartela de vot, acum ștampilată ca dovadă că a votat.
Cele mai recente alegeri generale s-au ținut pe 10 iunie 2007. Următoarele alegeri generale sunt așteptate în iunie 2009 iar următoarele alegeri comunale și provinciale în octombrie 2012.

## Ultimele alegeri federale
Rezumat din 10 iunie 2007 Rezultatele alegerilor pentru Camera Belgiană a Deputaților
| Partide                                           | Camera                                                    |
| ------------------------------------------------- | --------------------------------------------------------- |
| Creștin Democrat și Flamand-Noua Alianță Flamandă | 1,234,950 voturi; +162,802; 18.51%; +2.20%; 30 locuri; +8 |
| Mișcarea Reformistă                               | 835,073 voturi; +86,121; 12.52%; +1.12%; 3 locuri; -1     |
| Interesul Flamand                                 | 799,844 voturi; +38,437; 11.99%; +0.40%; 17 locuri; -1    |
| VLD Deschis                                       | 789,455 voturi; −219,768; 11.83%; −3.53%; 18 locuri; -7   |
| Partid Socialist                                  | 724,787 voturi; −131,205; 10.86%; −2.16%; 20 locuri; -5   |
| Partid Socialist-Diferit-Spirit                   | 684,390 voturi; −295,360; 10.26%; −4.65%; 14 locuri; -9   |
| Centru Democrat Umanist                           | 404,077 voturi; +44,417; 6.06%; +0.59%; 10 locuri; +2     |
| Ecologiștii                                       | 340,378 voturi; +139,260; 5.10%; +2.04%; 8 locuri; +4     |
| Lista Dedecker                                    | 268,648 voturi; +268,648; 4.03%; +4.03%; 5 locuri; +5     |
| Verzii                                            | 265,828 voturi; +103,623; 3.98%; +1.51%; 4 locuri; +4     |
| Frontul Național                                  | 131,385 voturi; +1,373; 1.97%; −0.01%; 1 loc; ±0          |
| Altele                                            | 192,545 voturi; -; 2.89%; -; -; -                         |
| Total (prezența la vot 91.0%)                     | 6,671,360 voturi; 100%; 150 locuri                        |
| Sursa Verkiezingen 2007                           |                                                           |

Rezumat din 10 iunie 2007 Rezultatele alegerilor Senatului Belgian
| Partide                                           | Senate                                                   |
| ------------------------------------------------- | -------------------------------------------------------- |
| Creștin Democrat și Flamand-Noua Alianță Flamandă | 1,287,389 voturi; +254,267; 19.42%; +3.65%; 9 locuri; +3 |
| VLD Deschis                                       | 821,980 voturi; −185,888; 12.40%; −2.98%; 5 locuri; -2   |
| Mișcarea Reformistă                               | 815,755 voturi; +19,998; 12.31%; +0.16%; 6 locuri; +1    |
| Interesul Flamand                                 | 787,782 voturi; +45,842; 11.89%; +0.57%; 5 locuri; ±0    |
| Partid Socialist                                  | 678,812 voturi; −162,096 ; 10.24%; −2.60%; 4 locuri; -2  |
| Partid Socialist-Diferit-Spirit                   | 665,342 voturi; −348,218; 10.04%; −5.43%; 4 locuri; -3   |
| Centru Democrat Umanist                           | 390,852 voturi; +28,147; 5.90%; +0.36%; 2 locuri; ±0     |
| Ecologiștii                                       | 385,466 voturi; +176,598; 5.82%; +2.63%; 2 locuri; +1    |
| Verzii                                            | 241,151 voturi; +80,127; 3.64%; +1.18%; 1 loc; +1        |
| Lista Dedecker                                    | 223,992 voturi; +223,992; 3.38%; +3.38%; 1 loc; +1       |
| Front Național                                    | 150,461 voturi; +3,156; 2.27%; +0.02%; 1 loc; ±0         |
| Altele                                            | 179,145 voturi; -; 2.69%; -;-;-                          |
| Total (prezența la vot 91.1%)                     | 6,628,127 voturi; 100.00%; 40 locuri                     |
| Sursa Verkiezingen 2007                           |                                                          |

## Rezultate în Flandra
| Partid         | 2007             | 2003             | Schimbare       |
| -------------- | ---------------- | ---------------- | --------------- |
| CD&V/N-VA      | 29.6%,30 locuri  | 25.3%,22 locuri  | +4.3%,+8 locuri |
| Deschis VLD    | 18.8%,18 locuri  | 25.9%,25 locuri  | -7.1,-7 locuri  |
| Vlaams Belang  | 19%,17 locuri    | 18.2%,18 locuri  | +0,8,-1 loc     |
| sp.a-spirit    | 16,3%,14 locuri  | 24,9%,23 locuri  | -8.6%,-9 locuri |
| Lijst Dedecker | 6.5%,5 locuri    | -,-              | +6.5, +5 locuri |
| Groen!         | 6.3%,4 locuri    | 3.9%,0 locuri    | +2.4%,+4 locuri |
| Altele         | 3.5%,0 locuri    | 1.8%, 0 locuri   | -;=             |
| Total          | 100.0%,88 locuri | 100.0%,88 locuri | 0.0%,0 locuri   |

## Ultimele alegeri
- 8 octombrie 2006: alegerile pentru municipalități și provincii